# Screen Actors Guild Awards 2019
La 25ª cerimonia dei Screen Actors Guild Awards ha avuto luogo il 27 gennaio 2019, mentre le candidature sono state annunciate il 12 dicembre 2018.
A condurre la cerimonia, è stata l'attrice e conduttrice Megan Mullally.

## Cinema

### Migliore attore protagonista
- Rami Malek – Bohemian Rhapsody
- Christian Bale – Vice - L'uomo nell'ombra (Vice)
- Bradley Cooper – A Star Is Born
- Viggo Mortensen – Green Book
- John David Washington – BlacKkKlansman

### Migliore attrice protagonista
- Glenn Close – The Wife - Vivere nell'ombra (The Wife)
- Emily Blunt – Il ritorno di Mary Poppins (Mary Poppins Returns)
- Melissa McCarthy – Copia originale (Can You Ever Forgive Me?)
- Lady Gaga – A Star Is Born
- Olivia Colman – La favorita (The Favourite)

### Migliore attore non protagonista
- Mahershala Ali – Green Book
- Timothée Chalamet – Beautiful Boy
- Adam Driver – BlacKkKlansman
- Sam Elliott – A Star Is Born
- Richard E. Grant – Copia originale  (Can You Ever Forgive Me?)

### Migliore attrice non protagonista
- Emily Blunt – A Quiet Place - Un posto tranquillo (A Quiet Place)
- Amy Adams – Vice - L'uomo nell'ombra (Vice)
- Margot Robbie – Maria regina di Scozia (Mary Queen of Scots)
- Emma Stone – La favorita (The Favourite)
- Rachel Weisz – La favorita (The Favourite)

### Miglior cast cinematografico
- Black Panther

Angela Bassett, Chadwick Boseman, Sterling K. Brown, Winston Duke, Martin Freeman, Danai Gurira, Michael B. Jordan, Daniel Kaluuya, Lupita Nyong'o, Andy Serkis, Forest Whitaker e Letitia Wright
- BlacKkKlansman

Harry Belafonte, Adam Driver, Topher Grace, Laura Harrier, Corey Hawkins e John David Washington
- Bohemian Rhapsody

Lucy Boynton, Aidan Gillen, Ben Hardy, Tom Hollander, Gwilym Lee, Allen Leech, Rami Malek, Joseph Mazzello e Mike Myers
- Crazy & Rich (Crazy Rich Asians)

Awkwafina, Gemma Chan, Henry Golding, Ken Jeong, Lisa Lu, Harry Shum Jr., Constance Wu e Michelle Yeoh
- A Star Is Born

Dave Chappelle, Andrew Dice Clay, Bradley Cooper, Sam Elliott, Rafi Gavron, Lady Gaga ed Anthony Ramos

### Migliori controfigure cinematografiche
- Black Panther
- Ant-Man and the Wasp
- Avengers: Infinity War
- La ballata di Buster Scruggs (The Ballad of Buster Scruggs)
- Mission: Impossible - Fallout

## Televisione

### Migliore attore in un film televisivo o mini-serie
- Darren Criss – L'assassinio di Gianni Versace - American Crime Story (The Assassination of Gianni Versace: American Crime Story)
- Antonio Banderas – Genius: Picasso
- Hugh Grant – A Very English Scandal
- Anthony Hopkins – King Lear
- Bill Pullman – The Sinner

### Migliore attrice in un film televisivo o mini-serie
- Patricia Arquette – Escape at Dannemora
- Amy Adams – Sharp Objects
- Patricia Clarkson – Sharp Objects
- Penélope Cruz – L'assassinio di Gianni Versace - American Crime Story (The Assassination of Gianni Versace: American Crime Story)
- Emma Stone – Maniac

### Migliore attore in una serie commedia
- Tony Shalhoub – La fantastica signora Maisel (The Marvelous Mrs. Maisel)
- Alan Arkin – Il metodo Kominsky (The Kominsky Method)
- Michael Douglas – Il metodo Kominsky (The Kominsky Method)
- Bill Hader – Barry
- Henry Winkler – Barry

### Migliore attrice in una serie commedia
- Rachel Brosnahan – La fantastica signora Maisel (The Marvelous Mrs. Maisel)
- Alex Borstein – La fantastica signora Maisel (The Marvelous Mrs. Maisel)
- Alison Brie – GLOW
- Jane Fonda – Grace and Frankie
- Lily Tomlin – Grace and Frankie

### Migliore attore in una serie drammatica
- Jason Bateman – Ozark
- Sterling K. Brown – This Is Us
- Joseph Fiennes – The Handmaid's Tale
- John Krasinski – Jack Ryan
- Bob Odenkirk – Better Call Saul

### Migliore attrice in una serie drammatica
- Sandra Oh – Killing Eve
- Julia Garner – Ozark
- Laura Linney – Ozark
- Elisabeth Moss – The Handmaid's Tale
- Robin Wright – House of Cards - Gli intrighi del potere (House of Cards)

### Miglior cast in una serie drammatica
- This Is Us

Eris Baker, Alexandra Breckenridge, Sterling K. Brown, Niles Fitch, Mackenzie Hancsicsak, Justin Hartley, Faithe Herman, Jon Huertas, Melanie Liburd, Chrissy Metz, Mandy Moore, Lyric Ross, Chris Sullivan, Milo Ventimiglia, Susan Kelechi Watson e Hannah Zeile
- The Americans

Anthony Arkin, Scott Cohen, Brandon J. Dirden, Noah Emmerich, Laurie Holden, Margo Martindale, Matthew Rhys, Costa Ronin, Keri Russell, Keidrich Sellati, Miriam Shor e Holly Taylor
- Better Call Saul

Jonathan Banks, Rainer Bock, Ray Campbell, Giancarlo Esposito, Michael Mando, Bob Odenkirk e Rhea Seehorn
- The Handmaid's Tale

Alexis Bledel, Madeline Brewer, Amanda Brugel, Ann Dowd, O. T. Fagbenle, Joseph Fiennes, Nina Kiri, Max Minghella, Elisabeth Moss, Yvonne Strahovski, Sydney Sweeney e Bahia Watson
- Ozark

Jason Bateman, Lisa Emery, Skylar Gaertner, Julia Garner, Darren Goldstein, Jason Butler Harner, Carson Holmes, Sofia Hublitz, Laura Linney, Trevor Long, Janet McTeer, Peter Mullan, Jordana Spiro, Charlie Tahan, Robert Treveiler ed Harris Yulin

### Miglior cast in una serie commedia
- La fantastica signora Maisel (The Marvelous Mrs. Maisel)

Caroline Aaron, Alex Borstein, Rachel Brosnahan, Marin Hinkle, Zachary Levi, Kevin Pollak, Tony Shalhoub, Brian Tarantina e Michael Zegen
- Atlanta

Khris Davis, Donald Glover, Brian Tyree Henry, and Lakeith Stanfield
- Barry

Darrell Britt-Gibson, D'Arcy Carden, Andy Carey, Anthony Carrigan, Rightor Doyle, Glenn Fleschler, Alejandro Furth, Sarah Goldberg, Bill Hader, Kirby Howell-Baptiste, Paula Newsome, John Pirruccello, Stephen Root ed Henry Winkler
- GLOW

Britt Baron, Shakira Barrera, Alison Brie, Kimmy Gatewood, Betty Gilpin, Rebekka Johnson, Chris Lowell, Sunita Mani, Marc Maron, Kate Nash, Sydelle Noel, Victor Quinaz, Gayle Rankin, Bashir Salahuddin, Kia Stevens, Jackie Tohn, Ellen Wong e Britney Young
- Il metodo Kominsky (The Kominsky Method)

Jenna Lyng Adams, Alan Arkin, Sarah Baker, Casey Thomas Brown, Michael Douglas, Ashleigh LaThrop, Emily Osment, Graham Rogers, Susan Sullivan, Melissa Tang e Nancy Travis

### Migliori controfigure televisive
- GLOW
- Daredevil
- Jack Ryan
- The Walking Dead
- Westworld - Dove tutto è concesso (Westworld)

## Premi Speciali

### Screen Actors Guild Award alla carriera
- Alan Alda[4]